# 米基·穆尔
米基·穆尔（英語：Mikki Moore，1975年11月4日—），出生于南卡罗来纳州奧蘭治堡，美国职业篮球运动员。